# Caqar
Caqar (ryska: Джагар) är en ort i Azerbajdzjan.   Den ligger i distriktet Qusar Rayonu, i den nordöstra delen av landet, 180 km nordväst om huvudstaden Baku. Caqar ligger 1 258 meter över havet och antalet invånare är 371.
Terrängen runt Caqar är kuperad åt nordost, men åt sydväst är den bergig. Närmaste större samhälle är Anykh, 2,9 km öster om Caqar. 
Trakten runt Caqar består i huvudsak av gräsmarker. Runt Caqar är det ganska glesbefolkat, med 48 invånare per kvadratkilometer.